# François Piquemal
François Piquemal   (Besançon, 28 de desembre de 1984) és un polític i pedagog francès que exerceix de diputat d'ençà de les eleccions legislatives franceses de 2022. Membre de La França Insubmisa, es va presentar com a candidat de la coalició d'esquerres Nova Unió Popular Ecològica i Social el 2022 i reelegit el 2024 sota la bandera del Nou Front Popular.

## Trajectòria
Piquemal és professor d'història i geografia. En el moment de la seva elecció a l'Assemblea Nacionalexercia com a membre del consell municipal de la ciutat de Tolosa de Llenguadoc.
Piquemal va fer del propòsit d'acabar amb el sensellarisme a l'Estat francès una de les principals prioritats de la campanya, afirmant que «no és acceptable que la gent mori al carrer», així com augmentar el poder adquisitiu de la ciutadania mitjançant la congelació de preus i polítiques ecologistes. A la segona volta de les eleccions, Piquemal es va enfrontar a la propietària immobiliària Marie-Claire Constans, de Junts, a qui va guanyar amb un 59,26% dels vots davant del 40,74% de Constans. Després de la victòria, Piquemal va afirmar que el seu moviment seguia «les petjades de Jean Jaurès».